# Thyroptera tricolor
Thyroptera tricolor là một loài động vật có vú trong họ Thyropteridae, bộ Dơi. Loài này được Spix mô tả năm 1823.